# Thomas Graves
Admiral Thomas Graves, 1. baron Graves, KB (23. oktober 1725 – 9. februar 1802) je bil častnik Kraljeve vojne mornarice, politik in kolonialni administrator, ki je služil v sedemletni vojni in ameriški vojni za neodvisnost. Nekaj časa je bil tudi komodor-guverner Nove Fundlandije.
Znan je po tem, da je bil premagan v pomembni bitki med filadelfijsko kampanjo pri Chesapeaku s strani francoskega admirala de Grassa